# فریدل هولز
چوب فریدل (انگلیسی: Friedel Holz; ۲۱ ژانویهٔ ۱۹۱۹ – ۲۰ مهٔ ۱۹۴۱) بازیکن فوتبال اهل رایش آلمان بود.
از باشگاه‌هایی که در آن بازی کرده‌است می‌توان به اشاره کرد.
وی همچنین در تیم ملی فوتبال آلمان بازی کرده‌است.